# 1984年精神健康（蘇格蘭）法令
《1984年精神健康（蘇格蘭）法令》是英國國會為蘇格蘭制定的一項法令，與英格蘭及威爾斯的《1983年精神健康法令》相當。它後被《2003年精神健康（照顧及治療）（蘇格蘭）法令》取代。